# Mexikói hullám

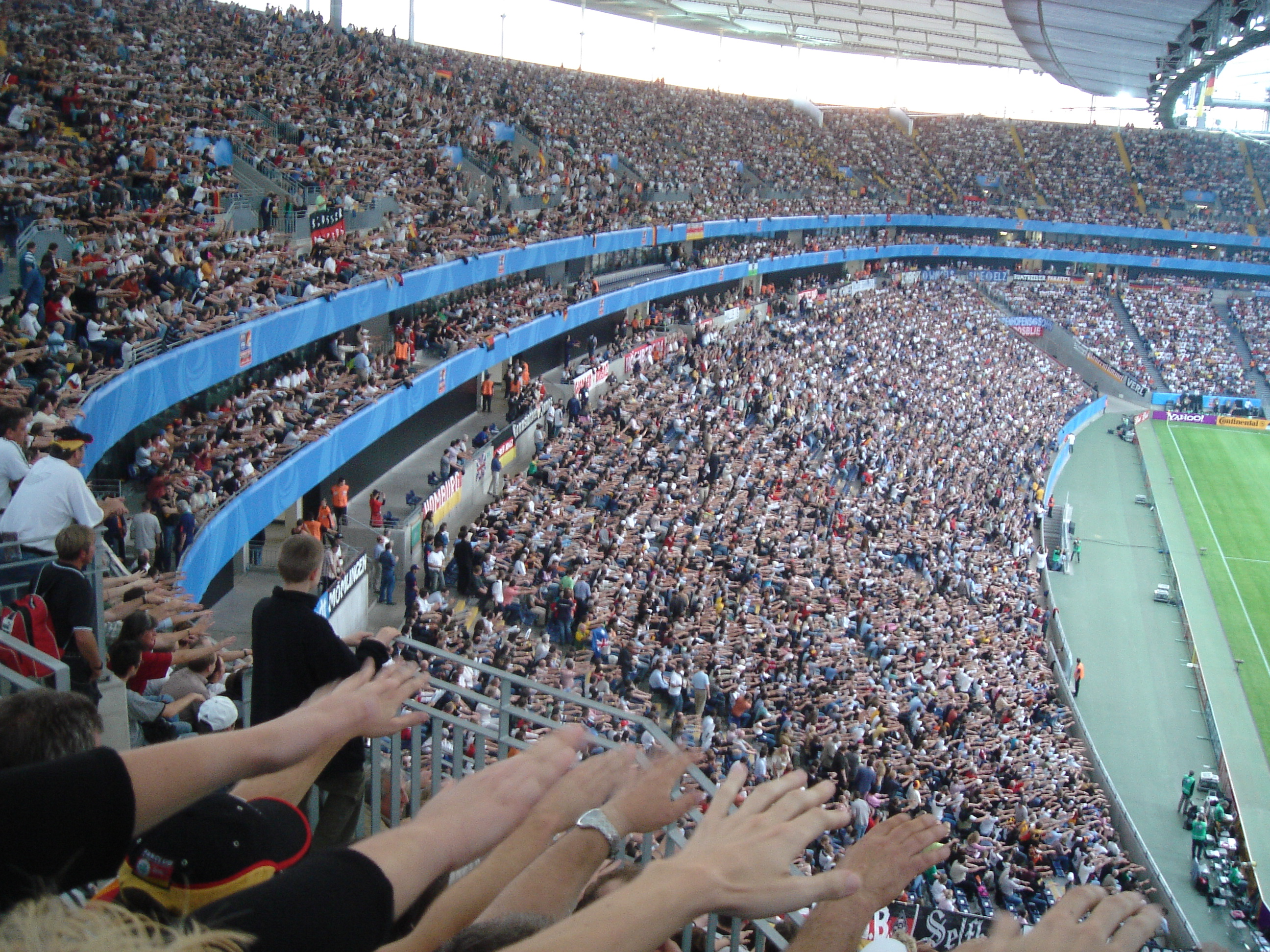
Mexikói hullám a 2005-ös konföderációs kupa egyik mérkődésén

A mexikói hullám vagy hullámzás az a jelenség, amikor egy (többnyire stadionban helyet foglaló) embertömegben egy hullám terjed olyan módon, hogy az emberek egy csoportja magasba tartott karokkal feláll (vagy felugrik), majd visszaül, és eközben már a mellettük ülők kezdik csinálni ugyanezt. Bár már néhány évvel korábban is előfordult, világszerte ismertté az 1986-os mexikói labdarúgó-világbajnokság tette, innen származik gyakori jelzője, a „mexikói”, számos nyelven pedig ezért használják a jelenségre a hullám szó spanyol megfelelőjét, az ola szót.
A hullám terjedési sebessége általában 19–25 szék másodpercenként, ami nagyjából 12 m/s-nak felel meg, szélessége mintegy 6–12 méter. Megfigyelések szerint a hullámok kb. ¾ része az óra járásával egy irányban terjed, ¼-e ellenkező irányban és elindításához elég néhány tucatnyi ember. Ritkán az is előfordul, hogy egyszerre két, ellentétes irányú hullám halad át a tömegen.

## Története
A hullám megjelenéséről ma is viták folynak. Bizonyosnak tűnik, hogy Észak-Amerikából származik, de az USA és Mexikó is a „sajátjának” vallja. Vannak, akik szerint az 1980-as évek elején az amerikai baseball- és amerikaifutball-mérkőzéseken már előfordult, sőt, többen még korábbi évtizedekre teszik keletkezését, de például a monterreyi Tigres de la UANL labdarúgócsapatnál állítják, az ő stadionjukban, az Estadio Universitarióban született meg 1984. szeptember 18-án, az 1–1-es döntetlennel zárult Mexikó–Argentína barátságos mérkőzésen.

## A legnagyobb hullámok
Az eddigi legnagyobb hullámra 2008 augusztusában az Amerikai Egyesült Államokban, a Tennessee állambeli Bristol Motor Speedway NASCAR-pályán került sor: 157 574 néző hullámzását szervezték meg.
Magyarországon valószínűleg 2007. augusztus 22-én jött létre a legnagyobb mexikói hullám: a Puskás Ferenc Stadionban a 3–1-re megnyert, 34 906 néző előtt megtartott Magyarország–Olaszország mérkőzésen került rá sor.

## Betiltása
2007-ben az Ausztrál Krikettszövetség betiltotta a hullámzást az ország összes nemzetközi pályáján. Az ok az volt, hogy a benne részt vevő szurkolók gyakran dobáltak fel különböző tárgyakat, folyadékkal teli poharakat a hullámzás közben, és ezt úgy ítélték, veszélyes lehet.
2011-ben a Texas Rangers baseballcsapat is be szerette volna tiltatni a hullámot, igaz, más okokból: szerintük a közönség sokszor a meccsek legfontosabb pillanataiban kezd el hullámozni, ezzel pedig elterelik a játékosok figyelmét. Egy honlapot is működtetnek a betiltás népszerűsítéséért.